# Macroglossum fuscata
Macroglossum fuscata är en fjärilsart som beskrevs av Huwe 1895. Macroglossum fuscata ingår i släktet Macroglossum och familjen svärmare. Inga underarter finns listade i Catalogue of Life.